# Come le foglie (Giacosa)
Come le foglie è una commedia di Giuseppe Giacosa. Fu rappresentata per la prima volta al Teatro Manzoni di Milano il 31 gennaio 1900 dalla compagnia Tina Di Lorenzo-Flavio Andò.
È una commedia drammatica a lieto fine, in cui la giovane protagonista trova l'amore dopo avere pensato al suicidio assillata dalla pesante situazione economica familiare.

## Trama

### Atto primo
Appartamento di Rosani che si capisce che sta per essere abbandonato.
Giovanni Rosani ha subìto un tracollo economico. Costretto a vendere la casa e tutti i suoi averi per ripianare i debiti, viene aiutato solo dal ricco nipote Massimo che gli trova un lavoro, anche se poco remunerato, e una casa in Svizzera.
Si fanno gli ultimi preparativi per la partenza, mentre Tommy e Nennele, i figli di Giovanni, provano a immaginare la loro vita in Svizzera. La sarta Lablanche, ultima dei molti creditori, viene a reclamare la sua parte; Giulia, la seconda e attuale moglie di Giovanni, riesce a contrattare ma non a nascondere al coniuge, irritato, l'entità del debito.
Arriva Massimo per la partenza. Giovanni si lamenta con lui di Giulia, frivola e spendacciona, che avrebbe voluto ingannare i creditori e fuggire senza pagarli, e della leggerezza di Tommy, assiduo frequentatore di bische e amante della vita facile.
Poi tutti partono. Rimane, singhiozzante, solo Lucia, vecchia cameriera affezionata alla famiglia che Giovanni non ha assolutamente potuto condurre con sé.

### Atto secondo
Tre mesi dopo, nella nuova casa in Svizzera, con un giardino da cui si ammira il Monte Bianco.
La temuta miseria non è venuta, ma non c'è più la ricchezza di prima e Giovanni deve lavorare duramente. Nennele cerca di guadagnare qualcosa dando lezioni di inglese. Giulia, appassionata di pittura, lavora spesso con il pittore Helmer Strile, che dice di avere fiducia nelle sue capacità, e spera di riuscire a vendere i suoi quadri; per questo sostiene spese per entrare al Circolo degli Artisti.
Tommy continua la sua vita dissoluta. Ha rinunciato dopo pochi giorni al lavoro di ispettore in uno scavo ferroviario offertogli da Massimo, non ritenendolo adatto al suo stile di vita, è sempre dedito al gioco e frequenta la casa della Orloff, una ricca dama di origini russe e dalla reputazione equivoca. Dopo un'accesa discussione con Massimo, Tommy dice che accetterà il nuovo lavoro che il cugino gli ha trovato, come segretario del proprietario di un'avviata segheria.

### Atto terzo
Giovanni ha affidato a Nennele il governo della casa, e Nennele cerca di limitare le spese controllando Giulia, di cui sospetta una tresca col pittore Helmer, in modo assillante. Giulia non è riuscita a vendere neppure un quadro, ma Helmer finge di avere trovato un acquirente. Giulia gli offre un ritratto dipinto da lei e incorniciato in una cornice d'argento rubata a Nennele, che se ne accorge e accusa la matrigna della sparizione.
Rientra Tommy, di cui Nennele cerca l'appoggio, ma il ragazzo sembra avere un'intesa con Giulia e nega di sapere qualcosa della cornice. Poi giunge un telegramma da cui Massimo apprende che Tommy si è presentato al lavoro in segheria solo un giorno. Rimasto solo con Nennele, Tommy le confessa che ha ripreso a giocare, ha contratto un forte debito con la Orloff e per sdebitarsi ha accettato di sposarla.
Nennele ripensa ai sacrifici fatti dal padre ed è presa da tristi pensieri. Massimo, in cui Tommy aveva da tempo indovinato una simpatia particolare per la sorella, le consiglia di «non ribellarsi contro le foglie che il vento disperde» e che «svolazzano di viltà in viltà»; poi le offre di sposarla, ma Nennele sconsolata rifiuta.

### Atto quarto
Nennele ha deciso di uccidersi ed ha anche scritto una lettera d'addio per il padre. Prima di mettere in atto il suo proposito, cercando di non farsi notare, passa, per vedere il padre un'ultima volta, nella camera di Giovanni, che lavora anche di notte per racimolare poco denaro in più. Giovanni però la vede, ne intuisce le intenzioni e dolcemente la dissuade.
Giovanni e Nennele vedono poi una figura aggirarsi nel giardino. Nennele, con gioia, capisce che si tratta di Massimo: anch'egli aveva intuito che Nennele pensava di farla finita e, fingendo di scendere per una passeggiata, era andato nel giardino per vegliare su di lei.